# 涂以輈
涂以輈（？—1821年），字楘轩，号瀹庄，江西黎川人，清代文学家。
乾隆九年（1744年）中舉，由学正转助教，擔任则例馆提调，不久在俄罗斯馆教習。好詩文，多紀遊之作。嘉庆四年（1779年）中己未科進士第二甲二十五名，歷官戶部山东司主事、户部员外郎、御史。嘉庆十二年（1807年）任湖北学政。嘉庆十六年（1811年）任杭州府知府。嘉慶二十一年（1820年）署福建興泉永道 。嘉慶二十二年（1821年）轉任福州府知府。嘉慶二十二年（1817年）五月 ，因李賡芸案，發配黑龍江。四年後卒。著有《养春斋诗钞》2卷、《新城五家诗钞》等。